# Краљ Артур: Легенда о мачу
Краљ Артур: Легенда о мачу (енгл. King Arthur: Legend of the Sword) је епски фантастично-акционо-авантуристички филм из 2017. године, режисера Гаја Ричија, који је и написао сценарио заједно са Џобијем Харолдом и Лајонелом Виграмом. Насловну улогу у филму тумаче Чарли Ханам, док су у осталим улогама Астрид Берже-Фризби, Џимон Хансу, Ејдан Гилен, Џуд Ло и Ерик Бана.
Филм је премијерно приказан 8. маја 2017. у Лос Анђелесу, док је у америчким биоскопима објављен 12. маја, односно 19. маја у Уједињеном Краљевству. Наишао је на помешане реакције критичара и зарадио преко 148 милиона долара широм света у односу на буџет од 175 милиона долара. Било је планирано да овај филм буде прво остварење у серијалу од шест филмова, али су планирани наставци отказани због лоше зараде на биоскопским благајнама.

## Радња
Вештац Мордред и његове војске опседају Камелот. Утер Пендрагон, краљ Британаца, инфилтрира се у Мордредову јазбину током напада и одсече му главу уз помоћ јединственог мача који је исковао Мерлин, спасавајући Камелот. Утеров брат Вортигерн − који жуди за престолом − оркестрира војни удар и жртвује своју жену, Елсу, Сирини да би постао Демонски Витез. Он убија Утерову жену, Игрејн и побеђује Утера; Утеров син Артур бежи чамцем и завршава у Лондинијуму. Налазећи дом у јавној кући, он одраста у чврстог и паметног шефа подземља. Међутим, муче га ноћне море о ноћи када су његови родитељи умрли не знајући ко их је напао.
Вортигерн сурово влада Британијом и издваја огромна средства за изградњу куле у близини замка. Када се вода која окружује замак повуче, откривајући мач у камену, он доводи све мушкарце у граду у покушају да га уклоне. Артур успева да избегне хапшење уз помоћ проститутки, али је на крају ухваћен. Одведен је до камена где успева да извуче мач, али је савладан његовом снагом и онесвести се. У заточеништву, Вортигерн објашњава Артуру његову лозу и значај мача пре него што га осуди на погубљење.
У међувремену, Маги који се представља као Мерлинова помоћница прилази Утеровом бившем генералу, сер Бедиверу. Приликом Артуровог планираног погубљења, Маги прави диверзију док Бедиверови људи спасавају Артура. Одведен у Бедиверово скровиште, Артур (у почетку) одбија да им помогне, не верујући да је он краљ. Маги убеђује Бедивера да одведе Артура у „Мрачне земље”, где он има визију како је Демонски Витез, за кога се открило да је Вортигерн, убио његову мајку. Такође сведочи како се његов отац жртвовао да би спасао Артура и зарио мач у камен направљен од сопственог тела, наводећи га да коначно прихвати да је он заиста прави краљ. Артур сазнаје да је Вортигерн одговоран за убеђивање Мордреда да нападне Камелот, пошто је био љубоморан на Утерову популарност и желео престо за себе. Он гради кулу да повећа своје магичне моћи.
Артур и побуњеници уништавају Вортигернову војску и на крају планирају покушај убиства. Вортигерн измиче атентату и долази до битке. Артур бежи са сином свог пријатеља Блуом, али неколико његових људи је убијено, а један је заробљен. Фрустриран ситуацијом, Артур покушава да баци мач у језеро, али Госпа од Језера га враћа и показује му визију будућности Енглеске под Вортигерновом влашћу. Помиривши се са својом одговорношћу, Артур се поново састаје са Бедивером и они се враћају у своје скровиште. Међутим, пошто је заробљеник под мукама открио њихову локацију, Маги и Блу су били заробљени, а сви остали побуњеници убијени. Вортигернов изасланик упућује Артура да се тог дана преда у замку.
Бедивер доноси мач Вортигерну у замак у замену за Маги, указујући да је Артур немоћан без мача. Артур обећава да ће се сутрадан предати у замену за Блуа. Пре него што оде у замак, Маги му убризгава специјални змијски отров да га заштити од изненадног напада који она спрема. Када се Артур суочи са Вортигерном, џиновска змија напада замак под Магином контролом, спасавајући Артура. Међутим, Вортигерн је прекривен крвљу змије која покушава да га нападне, пружајући му заштиту од џиновске змије. Док Бедиверови побуњеници започињу напад, Артур враћа свој мач и прати Вортигерна у кулу. Пошто му је још једном потребна помоћ вештица из јарка, Вортигерн жртвује своју ћерку да поново постане Демонски Витез и суочава се са Артуром. После бруталне борбе, Артур има визију његовог оца како му преноси мач Ескалибур, омогућавајући му да победи Вортигерна. Док умире, Артур га теши и оставља његово тело за собом. После тога, побуњеници односе победу и прослављају.
Артур, након што је повратио свој законити престо, производи своје пријатеље у витезове и почиње да гради свој Округли сто.

## Улоге
| Глумац              | Улога          |
| ------------------- | -------------- |
| Чарли Ханам         | Краљ Артур     |
| Астрид Берже-Фризби | Маги           |
| Џимон Хансу         | сер Бедивер    |
| Ејдан Гилен         | Гусфет Бил     |
| Микаел Персбрант    | Сивобради      |
| Џуд Ло              | Вортигерн      |
| Ерик Бана           | Утер Пендрагон |
| Анабела Волис       | Меги           |
| Питер Фердинандо    | ерл од Мерсије |